# Svenja Huth
Svenja Anette Huth, född 25 januari 1991 i Alzenau, är en tysk fotbollsspelare som spelar för VfL Wolfsburg.

## Klubbkarriär
I februari 2019 värvades Huth av VfL Wolfsburg, där hon skrev på ett treårskontrakt med start juli 2019. I juni 2021 förlängde Huth sitt kontrakt fram till 2024. I januari 2025 förlängde hon sitt kontrakt fram till 2026.

## Landslagskarriär
Huth blev olympisk guldmedaljör i fotboll vid sommarspelen 2016 i Rio de Janeiro.